# Memorial Sloan-Kettering Cancer Center

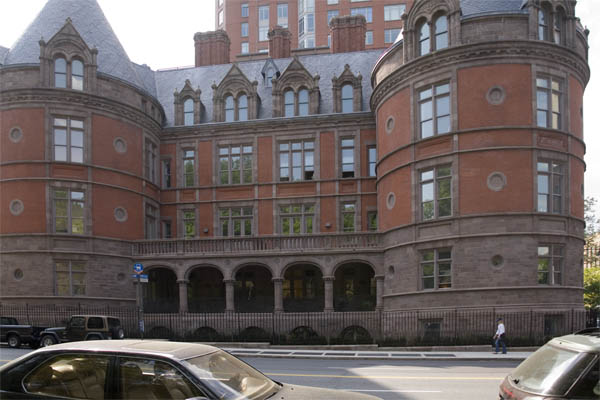
Le bâtiment original du New York Cancer Hospital construit vers 1884-1886 à l'angle de Central Park West et de la.

Le Memorial Sloan-Kettering Cancer Center ou MSKCC est un centre de traitement et de recherche sur le cancer fondé en 1884 en tant que New York Cancer Hospital à New York aux États-Unis. Le bâtiment principal est situé au 1275 York Avenue, entre la 67e et la 68e rue, avec des bâtiments annexes à Basking Ridge dans le New Jersey, Long Island et dans le comté de Westchester.

## Historique
Le MSKCC est actuellement composé de deux institutions intimement liées :
- D'une part le Memorial Hospital for Cancer and Allied Diseases, qui apporte des soins aux patients et qui est une émanation du Weill Cornell Medical College de l'université Cornell, fondé par John D. Rockefeller, en 1900. Le bâtiment d'origine du Memorial Hospital est construit en 1939 grâce au mécénat du couple John Jacob Astor et Charlotte Astor. Entre 1970 et 1973, un nouvel hôpital est construit sur le même site avec le soutien de John Davison Rockefeller Junior.
- D'autre part, le Sloan-Kettering Institute qui constitue le centre de recherches fondamentales sur le cancer. Cet institut est fondé en 1945 grâce au don de Alfred P. Sloan pour la construction d'un bâtiment de 13 étages et son fonctionnement annuel. Charles Kettering, vice-président et directeur de recherche pour General Motors, a été appelé à organiser la recherche de cet institut en appliquant les grandes lignes des méthodes de l'industrie automobile.

Au cours de la deuxième moitié du XXe siècle le MSKCC devient l'un des centres les plus importants pour le traitement et la recherche sur le cancer aux États-Unis. Il est affilié au Weill Medical College of Cornell University, dans un programme éducatif tri-institutionnel regroupant le Weill-Cornell et l'université Rockefeller voisine. 
En 2013, Craig Thompson est nommé président du Memorial Sloan-Kettering, où il succède à Harold Varmus.

## Personnalités liées
- Shoshanna Lonstein-Gruss (1975-), autrice et créatrice de mode américaine. Elle a été vice-présidente du comité associé et de son comité des enfants de 2012 à 2014.